# فرنسيسكو مارتينيز مارينا
فرنسيسكو مارتينيز مارينا (بالإسبانية: Francisco Martínez Marina)‏ هو مؤرخ وسياسي إسباني، ولد في 10 مايو 1754 في إسبانيا، وتوفي في 25 يوليو 1833 في سرقسطة في إسبانيا. انتخب عضو مجلس النواب الإسباني ‏.